# H.323
O padrão H.323 é parte da família de recomendações ITU-T (International Telecommunication Union Telecommunication Standardization sector) H.32x, que pertence a série H da ITU-T, e que trata de "Sistemas Audiovisuais e Multimédia". A recomendação H.323 tem o objetivo de especificar sistemas de comunicação multimídia em redes baseadas em pacotes e que não provêm uma Qualidade de Serviço (QoS) garantida. Além disso, estabelece padrões para codificação e decodificação de fluxos de dados de áudio e vídeo, garantindo que produtos baseados no padrão H.323 de um fabricante interopere com produtos H.323 de outros fabricantes.
Redes baseadas em pacotes incluem as redes IP (Internet Protocol) como a Internet, redes IPX (Internet Packet Exchange), as redes metropolitanas, as redes de longa distância (WAN) e ainda conexões discadas usando PPP.
O padrão H.323 é completamente independente dos aspectos relacionados à rede. Dessa forma, podem ser utilizadas quaisquer tecnologias de enlace, podendo-se escolher livremente entre as que dominam o mercado atual como Ethernet, Fast Ethernet, FDDI, ou Token Ring. Também não há restrições quanto à topologia da rede, que pode consistir tanto de uma única ligação ponto a ponto, ou de um único segmento de rede, ou ainda serem complexas, incorporando vários segmentos de redes interconectados.
O padrão H.323 especifica o uso de áudio, vídeo e dados em comunicações multimédia, sendo que apenas o suporte à mídia de áudio é obrigatório. Mesmo sendo somente o áudio obrigatório, cada mídia (áudio, vídeo e/ou dados), quando utilizada, deve seguir as especificações do padrão. Pode-se ter uma variedade de formas de comunicação, envolvendo áudio apenas (telefonia IP), áudio e vídeo (videoconferência) e, áudio e dados.

## Implementação do H.323
A comunicação por meio do H323 emprega quatro tipos de elementos básicos que juntos possibilitam a comunicação multimídia:
- Terminais: Temos que entender que os fluxos de informações em um sistema H.323 são em geral originados por (ou destinados a) terminais. Um terminal H.323 pode ser um telefone IP ou uma aplicação executando em um PC com recursos multimídia, um softphone, por exemplo. A recomendação não especifica dispositivos específicos de captura e apresentação de mídias a serem providos pelos terminais, mas somente os padrões de codificação para essas mídias a serem providos pelos terminais, aos quais esses terminais devem dar obrigatoriamente suporte. Como exemplo de padrões de codificação (também denominadas CODECs – Codificadores) podemos citar os de vídeo: H.261, H.263, etc., áudio (G.711) e controles (H.221, H.225, H.245, etc.). Alguns fabricantes fornecem terminais com MCUs incorporadas para possibilitar múltiplas conexões simultaneamente.
- Gateways: Componente opcional que possibilita a comunicação de terminais H.323 com outros padrões, tais como H.310, H.321 e H.322.
- Gatekeeper: Componente opcional que centraliza os pedidos de chamada e gerencia a banda empregada pelos participantes para evitar que sobrecarreguem a rede com taxas de transmissão muito elevadas.
- MCU (Multi Control Unit): Componente que centraliza os pedidos de chamada, possibilitando a conexão de 3 ou mais participantes simultaneamente.

Nesse esquema, os únicos componentes realmente indispensáveis são os terminais.
Todos os componentes dispõem de interfaces LAN (Fast-Ethernet) e ISDN, sendo essa última empregada para conexão com terminais de outras empresas. Nesse caso, normalmente uma operadora de telecomunicações fornece o serviço de conexões ISDN para realização de conexões entre as empresas.
Uma empresa de pequeno porte pode ter apenas um terminal, realizando vídeo-conferências com outras empresas remotas. Uma empresa de grande porte pode ter vários terminais, e os componentes opcionais que se fizerem necessários, normalmente um de cada.